# Gianfranco Giachetti
Gianfranco Giachetti (Firenze, 17 settembre 1888 – Roma, 29 novembre 1936) è stato un attore italiano di teatro e cinema.

## Biografia

### Gli inizi
Nasce a Firenze, ma si forma artisticamente a Venezia dove si trasferisce con la famiglia sin da ragazzo. Sale giovanissimo su palcoscenico di svariate compagnie filodrammatiche finché, nel 1914, recita nella compagnia di Ferruccio Benini, per passare nel alla fine del conflitto con la compagnia di Giovan Battista Bosio e dove inizia a farsi apprezzare in alcuni lavori goldoniani.

### Il successo
Nel 1920 fonda una propria compagnia - la Ars Veneta - nella quale entrano e si formano importanti attori come Cesco Baseggio, Carlo Micheluzzi, Emilio Baldanello, Primo Piovesan e i fratelli Gino e Gianni Cavalieri. Prosegue la sua carriera interpretando con successo opere di Goldoni, Giacinto Gallina e Gino Rocca. Dotato di raffinata intelligenza e cultura, Giachetti riesce a mostrare i lati più oscuri e meno sentimentali che si celano dietro personaggi patetici e apparentemente innocui - è Buganza, il compositore fallito che aspira alla gloria in Nina, no far la stupida di Arturo Rossato e Gian Capo - è considerato il vero capostipite di una genia di attori veneti che lavorarono con lui e che proseguirono, anche molti anni dopo la sua morte prematura, nel portare in scena lavori della tradizione del teatro veneto; fra questi, oltre a quelli già citati, Cesare Polacco e Margherita Seglin.

### Il cinema
Con l'avvento del sonoro inizia a lavorare per il cinema esordendo nel 1932 in Figaro e la sua gran giornata di Mario Camerini e prosegue, sino alla morte prematura, ad essere protagonista di diversi film anche se non può essere considerato, a tutti gli effetti, un attore cinematografico. Prende comunque parte a 1860 di Alessandro Blasetti - che lo dirigerà anche in Aldebaran e Vecchia guardia - del 1934. Appare curiosamente circa vent'anni dopo la morte nel film C'era una volta Angelo Musco, film rievocativo della vita e la carriera del grande attore siciliano e composto da vecchi spezzoni di film rimontati per l'occasione.

## Filmografia
- Figaro e la sua gran giornata, regia di Mario Camerini (1931)
- La cantante dell'Opera, regia di Nunzio Malasomma (1932)
- L'ultima avventura, regia di Mario Camerini (1932)
- La voce lontana, regia di Guido Brignone (1933)
- Acqua cheta, regia di Gero Zambuto (1933)
- Paprika , regia di Carl Boese (1933)
- Lisetta, regia di Carl Boese (1933)
- Cercasi modella, regia di Emmerich Wojtek Emo (1933)
- Cento di questi giorni, regia di Augusto e Mario Camerini (1933)
- 1860, regia di Alessandro Blasetti (1934)
- Vecchia guardia, regia di Alessandro Blasetti (1934)
- La mia vita sei tu, regia di Pietro Francisci (1934)
- Aldebaran , regia di Alessandro Blasetti (1936)
- Amore, regia di Carlo Ludovico Bragaglia (1936)